# 이시와타 아사히
이시와타 아사히(일본어: 石渡 旭, 1996년 4월 8일~)는 일본의 축구 선수이다.

## 구단 경력
그는 2019년 J3리그의 후쿠시마 유나이티드 FC에 입단했고, 2년동안 팀에서 뛰었다. 2021년 일본 풋볼 리그의 FC 가리야로 이적했다.